# Upper Red Hook
Upper Red Hook es un lugar designado por el censo ubicado en el condado de Dutchess en el estado estadounidense de Nueva York. En el censo de 2020 tenía una población de 180 habitantes y una densidad poblacional de 346,15 habitantes por km². Fue incluido como CDP en el censo de 2020.

## Geografía
Upper Red Hook se encuentra ubicado en las coordenadas 42°01′17″N 73°50′41″O / 42.02139, -73.84472. Según la Oficina del Censo de los Estados Unidos,  tiene una superficie total de 0,52 km², todos correspondientes a tierra firme.